# Joseph W. Matthews

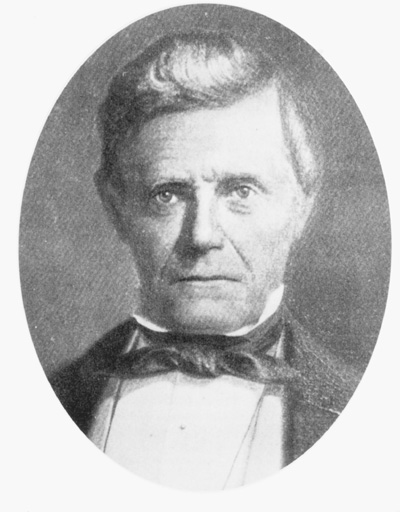
Joseph W. Matthews

Joseph Warren Matthews (* 1812 in Huntsville, Mississippi-Territorium; † 27. August 1862 in Palmetto, Georgia) war ein US-amerikanischer Politiker und von 1848 bis 1850 Gouverneur des Bundesstaates Mississippi.

## Frühe Jahre und politischer Aufstieg
Joseph Matthews um ehemaliges Indianerland. Er selbst baute sich auch eine große Plantage auf. Matthews wurde Mitglied der Demokratischen Partei. Zwischen 1840 und 1844 war er Abgeordneter im Repräsentantenhaus von Mississippi, von 1844 bis 1848 gehörte er dem Staatssenat an. Am 1. November 1847 wurde er als Kandidat seiner Partei zum Gouverneur seines Staates gewählt.

## Gouverneur von Mississippi
Joseph Matthews trat sein neues Amt am 10. Januar 1848 an. In seiner zweijährigen Amtszeit wurde der Staat telegraphisch erschlossen. Die Bauarbeiten an der Eisenbahn zwischen Jackson und Brandon wurden beendet und die Gesetze des Staates wurden überarbeitet. Im Jahr 1848 wurde die von seinem Vorgänger Albert G. Brown gegründete University of Mississippi eröffnet. Außerdem kam es 1849 zu einer Choleraepidemie.
Ansonsten verlief Matthews’ Amtszeit relativ ereignislos. Die Folgen der Wirtschaftskrise von 1837 waren überwunden und der Baumwollexport lief sehr gut; die Wirtschaft blühte auf. Allerdings musste man sich auch in Mississippi mehr und mehr mit der Frage der Sklaverei befassen. Auf dieser fragwürdigen Institution basierte der ganze wirtschaftliche Erfolg. Daher wurde sie wie auch in anderen Südstaaten vehement gegen die Forderungen des Nordens nach ihrer Abschaffung verteidigt.

## Weiterer Lebenslauf
Nach dem Ende seiner Gouverneurszeit zog sich Matthews zunächst aus der Politik zurück. Im Jahr 1860 war er Delegierter auf der Democratic National Convention. Im Jahr 1862 trat er in die Armee der Konföderierten Staaten ein. Er starb aber bereits auf dem Weg zu der Truppe in Palmetto in Georgia. Mit seiner Frau Martha Ann Jones Davis hatte Joseph Matthews fünf Kinder.